# سونيا رولان
سونيا رولان (بالفرنسية: Sonia Rolland)‏ (و. 1981 – م) هي ممثلة، ومتسابقة ملكة الجمال، وعارضة، من فرنسا، ولدت في كيغالي.

## جوائز
حصلت على جوائز منها:
- Miss Burgundy [الإنجليزية]‏
- ملكة جمال فرنسا.

## وصلات خارجية
- سونيا رولان على موقع IMDb (الإنجليزية)
- سونيا رولان على موقع ميتاكريتيك (الإنجليزية)
- سونيا رولان على موقع روتن توميتوز (الإنجليزية)
- سونيا رولان على موقع ألو سيني (الفرنسية)
- سونيا رولان على موقع ديسكوغز (الإنجليزية)
- سونيا رولان على موقع قاعدة بيانات الفيلم (الإنجليزية)